# Сидирохори
Сидирохори (грч. Σιδηροχώρι) је насељено место у  општини Кушница у периферији Источна Македонија и Тракија, Грчка. Према попису из 2021. године био је 171 становник.
Према бугарском географу и историчару, Василу Канчову, у Сидирохорију је 1900. године живело 360 Турака. Године 1924. турско становништво је принудно исељено у Турску а на њихово место су насељене грчке избегличке породице, којих је на попсу из 1928. године било 287. Село се раније звало Демирли.